# Karl Eckermann
Karl Eckermann, född den 26 mars 1834 i Weimar, död den 29 augusti 1891 i Göttingen, var en tysk målare, son till Johann Peter Eckermann.
Eckermann blev 1849 lärjunge till Preller, men följde dock inte dennes ideala inriktning. Efter att ha studerat i Bryssel och i Karlsruhe under Schirmer, företog han studieresor i norra Tyskland, i Holstein och på Rügen, samt i Nederländerna och Belgien. Han målade landskap från olika trakter och även en del stilleben av dödat vilt.

## Fotnoter
1. ↑  Eckermann, Karl, Benezit Dictionary of Artists, 19 januari 2018, 10.1093/BENZ/9780199773787.ARTICLE.B00057294, läst: 9 oktober 2017.[källa från Wikidata]